# National Rugby League 2015
La National Rugby League de 2015 fue la 108.ª edición del torneo de rugby league más importante de Australia y Nueva Zelanda.

## Formato
Los clubes se enfrentaron en una fase regular de todos contra todos en condición de local y visitante, los ocho equipos mejor ubicados al terminar esta fase clasificaron a la postemporada.
Se otorgaron 2 puntos por el triunfo, 1 por el empate y ninguno por la derrota.

### Postemporada

#### Finales de eliminación (fase 1)
- 5° vs 8° puesto - ganador avanza a las semifinales
- 6° vs 7° puesto - ganador avanza a las semifinales

#### Finales de clasificación (fase 2)
- 1° vs 4° puesto - ganador avanza a las final preliminar, perdedor avanza a semifinales
- 2° vs 3° puesto - ganador avanza a las final preliminar, perdedor avanza a semifinales

#### Semifinales (fase 3)
- Perdedor fase 2 vs ganador fase 1 - ganador avanza a la final preliminar
- Perdedor fase 2 vs ganador fase 1 - ganador avanza a la final preliminar

#### Final preliminar (fase 4)
- Ganador fase 2 vs ganador fase 3 - ganador avanza a la gran final
- Ganador fase 2 vs ganador fase 3 - ganador avanza a la gran final

#### Final
- Ganadores fase 4

## Desarrollo

### Tabla de posiciones
| Pos. | Equipo                        | Encuentros | Encuentros | Encuentros | Encuentros | Tantos | Tantos | Tantos | Puntos |
| Pos. | Equipo                        | PJ         | PG         | PE         | PP         | F      | C      | Dif    | Puntos |
| ---- | ----------------------------- | ---------- | ---------- | ---------- | ---------- | ------ | ------ | ------ | ------ |
| 1    | Sydney Roosters               | 24         | 18         | 0          | 6          | 591    | 300    | +291   | 40     |
| 2    | Brisbane Broncos              | 24         | 17         | 0          | 7          | 574    | 379    | +195   | 38     |
| 3    | North Queensland Cowboys      | 24         | 17         | 0          | 7          | 587    | 454    | +133   | 38     |
| 4    | Melbourne Storm               | 24         | 14         | 0          | 10         | 467    | 348    | +119   | 32     |
| 5    | Canterbury-Bankstown Bulldogs | 24         | 14         | 0          | 10         | 522    | 480    | +42    | 32     |
| 6    | Cronulla-Sutherland Sharks    | 24         | 14         | 0          | 10         | 469    | 476    | −7     | 32     |
| 7    | South Sydney Rabbitohs        | 24         | 13         | 0          | 11         | 465    | 467    | −2     | 30     |
| 8    | St. George Illawarra Dragons  | 24         | 12         | 0          | 12         | 435    | 408    | +27    | 28     |
| 9    | Manly-Warringah Sea Eagles    | 24         | 11         | 0          | 13         | 458    | 492    | −34    | 26     |
| 10   | Canberra Raiders              | 24         | 10         | 0          | 14         | 577    | 569    | +8     | 24     |
| 11   | Penrith Panthers              | 24         | 9          | 0          | 15         | 399    | 477    | −78    | 22     |
| 12   | Parramatta Eels               | 24         | 9          | 0          | 15         | 448    | 573    | −125   | 22     |
| 13   | New Zealand Warriors          | 24         | 9          | 0          | 15         | 445    | 588    | −143   | 22     |
| 14   | Gold Coast Titans             | 24         | 9          | 0          | 15         | 439    | 636    | −197   | 22     |
| 15   | Wests Tigers                  | 24         | 8          | 0          | 16         | 487    | 562    | −75    | 20     |
| 16   | Newcastle Knights             | 24         | 8          | 0          | 16         | 458    | 612    | −154   | 20     |

|  | Postemporada. |

### Postemporada

#### Finales de clasificación
| 11 de septiembre | Sydney Roosters | 18 - 20 | Melbourne Storm |  |  |

| 12 de septiembre | Brisbane Broncos | 16 - 12 | North Queensland Cowboys |  |  |

#### Finales de eliminación
| 12 de septiembre | Canterbury-Bankstown Bulldogs | 11 - 10 | St. George Illawarra Dragons |  |  |

| 13 de septiembre | Canterbury-Bankstown Bulldogs | 28 - 12 | South Sydney Rabbitohs |  |  |

#### Semifinal
| 18 de septiembre | Sydney Roosters | 38 - 12 | Canterbury-Bankstown Bulldogs |  |  |

| 19 de septiembre | North Queensland Cowboys | 39 - 0 | Cronulla-Sutherland Sharks |  |  |

#### Finales premilinares
| 25 de septiembre | Brisbane Broncos | 31 - 12 | Sydney Roosters |  |  |

| 26 de septiembre | Melbourne Storm | 12 - 32 | North Queensland Cowboys |  |  |

#### Final
| 4 de octubre | Brisbane Broncos | 16 - 17 | North Queensland Cowboys | ANZ Stadium, Sídney             |  |
|              |                  |         |                          | Asistencia: 82.758 espectadores |  |

| Bandera de Australia             |
| Campeón North Queensland Cowboys |
| Primer título                    |